# Viorel Năstase
Viorel Năstase (n. 7 octombrie 1953 în București) este un fotbalist român, retras din activitatea sportivă.
A înscris 4 goluri în 6 meciuri în cupele europene, toate împotriva echipei FC Barcelona.
În toamna lui 1979, cu ocazia meciului din prima manșă a Cupei Cupelor cu Young Boys Berna, Viorel Năstase a cerut azil politic în Elveția. Ulterior a plecat în R. F. Germania.